# 川越市立東中学校
川越市立東中学校（かわごえしりつ ひがしちゅうがっこう）は、埼玉県川越市小中居にある公立中学校。

## 沿革
- 1961年4月8日 - 川越市立南古谷中学校（旧）と川越市立古谷中学校を統合し、川越市立東中学校として開校[1]
- 1983年4月1日 - 川越市立南古谷中学校を校区分離

## 教育目標
- 自ら学び考え、主体的に行動する心豊かな生徒[2]

## 部活動

### 運動部
- 野球部（男子）
- 陸上部（男女）
- サッカー部（男子）
- テニス部（女子）
- バレーボール部（女子）
- 卓球部（男子）
- 卓球部（女子）
- 剣道部（男女）
- バスケットボール部（男子）
- バスケットボール部（女子）[3]

### 文化部
- 吹奏楽部（男女）
- 美術部（男女）
- 総合活動部（男女）[3]

## 通学区域
- 二ノ関
- 古谷本郷上
- 東本宿
- 沼端
- 古谷本郷下
- 川越グリーンパーク
- 宿
- 小中居
- ワンダーランド
- 堀之内
- 大中居
- 県営小中居住宅
- 古川端
- 高島
- 並木
- 黒須
- 八ツ島
- 南古谷団地
- 蔵根
- 下老袋
- あゆみ[4]

## 著名な出身者
- 太田賢吾 - プロ野球選手